# Augsburger Straßenbahnfahrzeuge
Dieser Artikel stellt die Einsatzgeschichte der Straßenbahnfahrzeuge in Augsburg dar und gibt detaillierte Fahrzeuglisten wieder. Hier sind Einzelheiten über die Straßenbahnfahrzeuge bzw. -Typen, die in Augsburg eingesetzt werden und wurden, über aktuelle Arbeitswagen und die heute noch vorhandenen historischen Fahrzeuge aufgestellt. Ein Überblick über deren Einsatzgeschichte in Augsburg, deren Technik und über besondere Vorkommnisse in Augsburg sind hier ebenfalls zu finden.

## Straßenbahnfahrzeuge Augsburgs

### Gegenwärtiger Bestand
| Typ              | Baujahr   | Anzahl beschafft | Anzahl aktuell                   | Fahrzeug- nummern | Fahrzeug- nummern | Länge   |
| ---------------- | --------- | ---------------- | -------------------------------- | ----------------- | ----------------- | ------- |
| M8C              | 1985/1986 | 12               | 3 (Nur 1 Fahrzeug betriebsfähig) | 8001              | 8012              | 26,64 m |
| GT6M             | 1995/1996 | 11               | 7                                | 601               | 611               | 27 m    |
| NF8 Combino      | 2000/2002 | 41               | 41                               | 821               | 865               | 42 m    |
| CF8 CityFlex     | 2009–2010 | 27               | 27                               | 871               | 897               | 40,6 m  |
| Stadler Tramlink | 2023–2024 | 15 bestellt      | 2                                | 901               | 915               | 41,99 m |

#### M8C

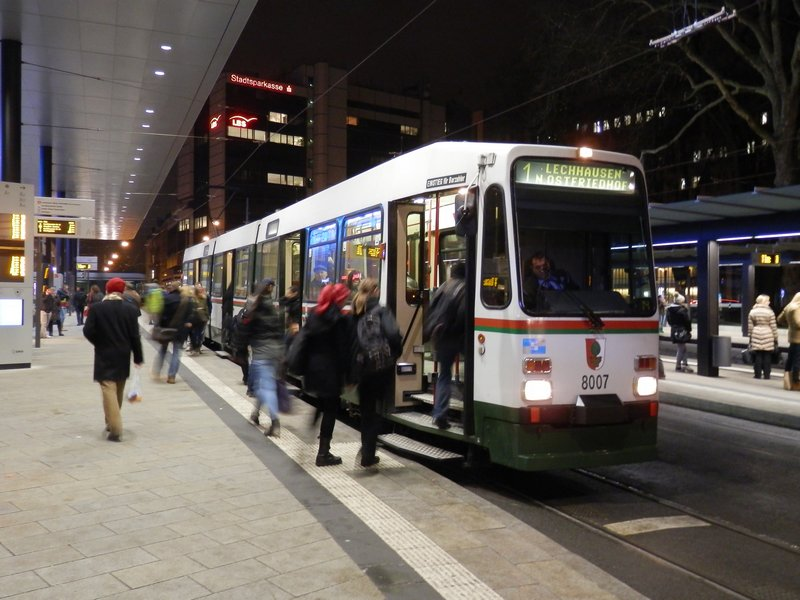
Wagen 8007 mit versehentlich ausgefahrenen Schiebetritten

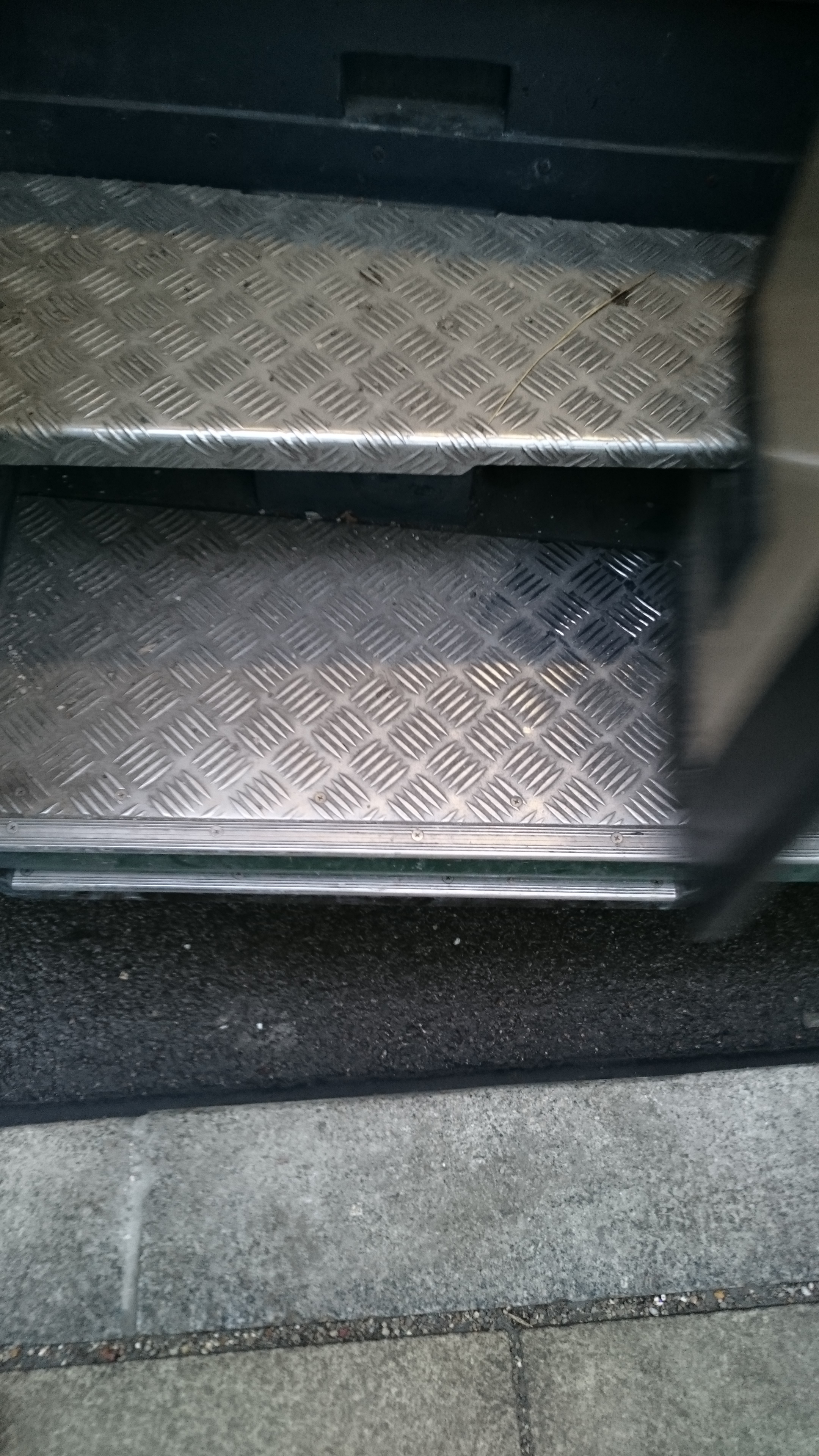
Nicht ausgefahrener Schiebetritt

Im Mai 1980 wurde von der Essener Verkehrs-AG der M8C-Wagen 1114 ausgeliehen und im gesamten Netz getestet. Daraufhin fiel die Entscheidung, diesen Typ für Augsburg zu bestellen. Die zwölf Stadtbahnwagen wurden 1985 von Düwag in Zusammenarbeit mit MAN produziert. Die Zweirichtungsfahrzeuge ersetzten zwischen 1985 und 1989 die ersten acht GT5 und sind mit automatischen Schiebetritten ausgestattet. Eine Augsburger Besonderheit sind die zusätzlichen Einstiege im Mittelteil. Ein geplanter Umbau für Traktionsbetrieb wurde wieder verworfen.
Die ersten beiden M8C – 8010 und 8011 – wurden 2010 ausgemustert. 8001, 8003 und 8012 folgten 2012. Die Wagen 8001 und 8011 gingen im April 2012 an die Straßenbahn Darmstadt, wo aus 8001 ein Schleifzug entstehen soll, während 8011 als Ersatzteilspender diente und 2014 verschrottet wurde. Die Wagen 8003, 8010 und 8012 wurden im April 2013 zum Stückpreis von 13.000 Euro an die Straßenbahn im polnischen Elbing verkauft und am 13. Mai 2013 aus Augsburg abtransportiert. Dort wurden sie modernisiert und erhielten neue Niederflur-Mittelteile.
Während des zweiten Königsplatz-Umbaus waren die sieben verbliebenen M8C nur in Ausnahmefällen im Einsatz, das heißt an Schultagen morgens als Verstärker auf der Linie 13 im Abschnitt Haunstetter Straße – Haunstetten West. Seit Dezember 2013 fahren die letzten Hochflurwagen Augsburgs an Schultagen wieder ganztägig auf den Linien 1, 2, 4 und – in Ausnahmefällen – auf der Linie 6. Außerdem morgens an Schultagen als Verstärker zwischen Bürgermeister-Bohl-Straße und Königsplatz sowie zwischen Königsplatz und Universität. Im Laufe des Jahres 2014 kamen sie dabei aufgrund zahlreicher Ausfälle von Niederflurwagen verstärkt zum Einsatz.
Mit Stand Herbst 2018 sind nur noch drei M8C-Fahrzeuge (8005, 8006 und 8007) im Linienverkehr eingesetzt. Der noch vorhandene Rest wurde inzwischen abgestellt. Man verfolge immer noch das Ziel der 100-prozentigen Niederflurflotte. Dieses Ziel musste aufgrund von Wagenmangels (einsatzbereiter Fahrzeuge) jedoch bislang immer wieder verschoben werden. Seit der Ausdünnung des Fahrplans zu Beginn der Corona-Pandemie sind M8C nicht mehr im Einsatz. Zu Beginn des 9-€ Tickets wurde ein Fahrzeug als Verstärker eingesetzt. Aufgrund der nur geringfügig gestiegenen Auslastung wurden die M8C bereits nach zwei Tagen wieder aus dem Verkehr gezogen und seit dem nicht mehr planmäßig eingesetzt. Der Wagen 8006 wird als Museumsfahrzeug erhalten bleiben. 8005 und 8007 sind nicht betriebsfähig im Betriebshof abgestellt und werden 2024 durch die neuen Fahrzeuge von Stadler Rail ersetzt.

#### GT6M

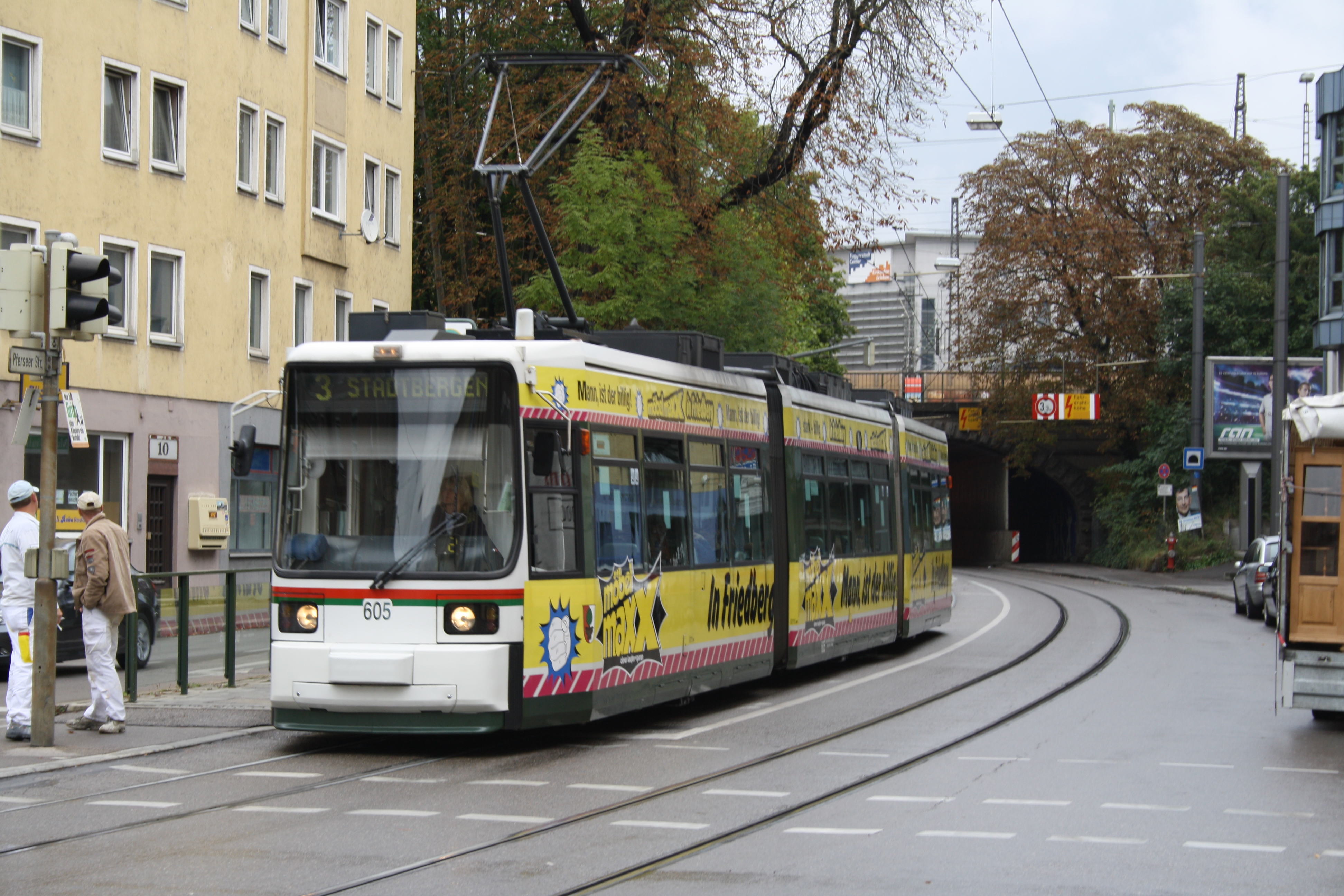
GT6M vor der Unterführung Pferseer Straße

Mit den 27 Meter langen, dreiteiligen und sechsachsigen GT6M wandte sich Augsburg der Niederflurbauweise zu, den Prototyp mit der Nummer 601 lieferten MAN und AEG am 29. Januar 1993 an. Das Fahrzeug wurde intensiv auf allen Linien erprobt, am 27. Juli 1993 TÜV Süd für den Linienverkehr freigegeben und fortan auf der Linie 4 eingesetzt. Ursprünglich war geplant das Fahrzeug optisch und technisch an die Serienwagen anzupassen. Jedoch war der erste GT6M am 7. Dezember 1995 in einen schweren Unfall verwickelt, woraufhin er ausgemustert und am 23. Dezember 1995 an den Hersteller zurückgegeben wurde. 2001 gelangte der Prototyp schließlich zu Siemens nach Krefeld, sein weiterer Verbleib ist unbekannt.
Wegen der Ausmusterung des Prototyps erhöhten die Stadtwerke am 18. Dezember 1995 die Bestellung der ursprünglich geplanten zehn Serienfahrzeugen auf elf. Die Wagen mit den Nummern 601II–611 wurden von Adtranz hergestellt und bis Ende Oktober 1996 ausgeliefert. Die letztgelieferte Bahn (611) war ursprünglich als vierteiliger Achtachser geplant, wurde aber dennoch als Sechsachser ausgeführt. Die GT6M wurden für die damals neue Linie 3 beschafft. Die Tests mit dem Prototyp ergaben zudem, dass die neuen Wagen damals auch nur auf dieser Linie eingesetzt werden konnten. Nach dem Umbau der Wertachbrücke konnte dieser Fahrzeugtyp nicht mehr auf der Linie 4 eingesetzt werden. Aufgrund konstruktiv bedingter Einschränkungen entfiel die Linie 1 wegen des Perlachbergs ebenfalls als Einsatzmöglichkeit.
Aufgrund dieser Einsatzbeschränkung war zwischenzeitlich ein Weiterverkauf der GT6M angedacht. Dies unterblieb jedoch, da man eine Rückforderung der Fördergelder fürchtete. Erst mit Inbetriebnahme der Linie 6 erhielten sie 2010 wieder ein neues Einsatzgebiet.
Ebenfalls 2010 wurden bei drei von 66 Radführungsschwingen Haarrisse in Schweißnähten festgestellt, die von Bombardier repariert wurden. Nachdem dieses Problem auch bei anderen Einsatzbetrieben dieses Typs aufgetreten ist, empfahl der Hersteller seinen Kunden den Einbau von automatischen Überwachungssystemen mittels Luftdruck, die erneut auftretende Haarrisse rasch erkennen können. Im Januar 2014 legte die Technische Aufsichtsbehörde (TAB) die Augsburger GT6M vorübergehend still, weil dieser Einbau nicht genehmigt war.
Während des zweiten Königsplatz-Umbaus verkehrten die GT6M nur ausnahmsweise, das heißt an Schultagen morgens als Verstärker. Da sie die temporär eingerichtete Linie 13 wegen des Perlachberg-Problems nicht durchgängig bedienen konnten, beschränkten sich diese Einsätze auf den Abschnitt Haunstetter Straße – Haunstetten West. Darüber hinaus fuhren sie 2013 erstmals wieder auf der Linie 9. Ab dem Fahrplanwechsel im Dezember 2013 waren sie meist während des Fünf-Minuten-Takts im Einsatz, seit dem Fahrplanwechsel im Dezember 2014 auch außerhalb des Fünf-Minuten-Takts.
Seit 2013 läuft die Modernisierung der GT6M beim Unternehmen IFTEC. Die modernisierten Wagen bekamen neue Haltestangen, neue Polsterbezüge und einen Bildschirm für Fahrgastinformationen, wie ihn die CityFlex bereits serienmäßig besitzen. Zudem verfügen sie über eine mobile Rollstuhlrampe beim vorderen Einstieg und sind etwas leiser. Wagen 602 wurde ferner als erster mit einer Videoüberwachung nachgerüstet. Im Dezember 2014 kehrten die beiden zuerst modernisierten Wagen wieder in den Linieneinsatz zurück. Die 2014 modernisierten Wagen wurden noch nicht freigegeben. 2014 wurde dieser Fahrzeugtyp meist auf der Line 6 und nur in seltenen Einzelfällen auf seiner ehemaligen Stammlinie 3, sowie auf der Messelinie 9 eingesetzt. Dies war auch 2015 noch so gegeben.
Aufgrund des Alters von inzwischen 22 Jahren (2018) und der fehlenden Tunneltauglichkeit (Sicherungstechnik im Bordsystem) dieser Fahrzeuge ist die Ausmusterung mit der Fertigstellung des Bahnhofstunnels im Jahr 2023 geplant. Der für diese Fahrzeuge nötige technische Nachrüstsatz für die Tunneltauglichkeit sei aufgrund des Alters der Fahrzeuge nicht mehr auf dem Markt erhältlich. Der Einsatz der Fahrzeuge war zumeist auf der Linie 3. Seit Inbetriebnahme der Linie 6 werden die GT6M aufgrund ihrer geringen Kapazität auf dieser Linie eingesetzt. Aufgrund von Wagenmangel (einsatzbereiter Fahrzeuge) werden diese Fahrzeuge jedoch montags bis samstags (außer an Feiertagen) vereinzelt auch wieder auf der Linie 3 eingesetzt.
Bis Juli 2022 wurden die GT6M an Schultagen auf der Linie 6 und den Schulverstärkern der zeitweisen kombinierten Linie 3+6 im Abschnitt Fussball-Arena-Königsplatz-Bgm.-Bohl-Straße eingesetzt. Seit September 2022 können bzw. dürfen die GT6M nur noch mit Sondergenehmigung (Umstellung ZUB) auf der Linie 6 eingesetzt werden.
Die Fahrzeuge wurden 2023 an die Straßenbahn Zagreb zu einem Gesamtpreis von 2,7 Mio. € und einen Stückpreis von 245.000 € verkauft, wobei die Lieferung zwischen Oktober 2023 und Dezember 2024 stattfinden soll.

#### NF8 Combino

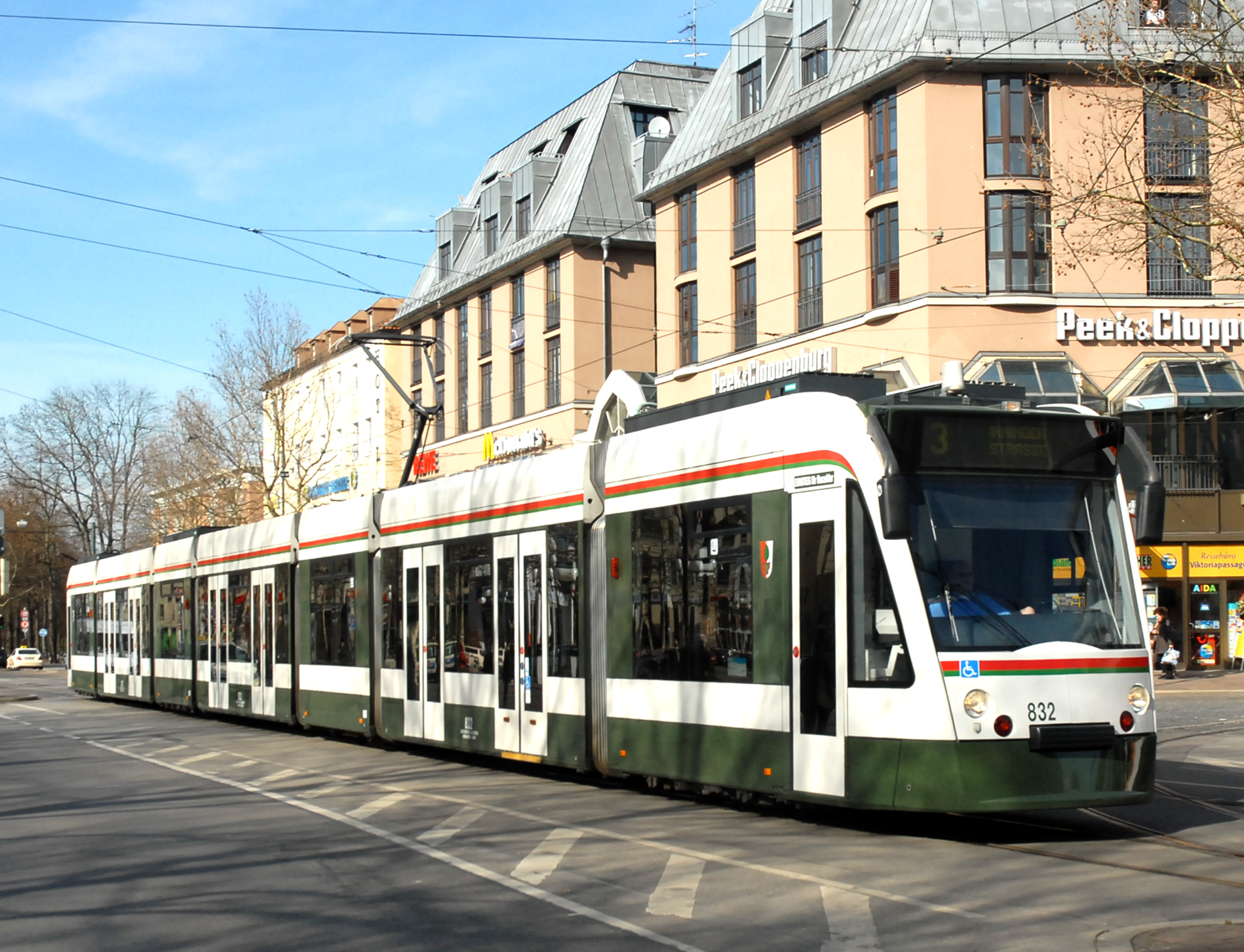
Combino Nummer 832 im Einsatz auf der Linie 3

Längster Augsburger Straßenbahnwagen ist der 42 Meter lange Combino von Siemens, in Augsburg als NF8 bezeichnet. Die Lieferung der 41 wiederum niederflurigen Fahrzeuge erfolgte in den Jahren 2000 und 2002. Nach größeren technischen Problemen in der Anfangszeit (undichtes Dach, Schwachstellen und Risse in der Karosserie) befinden sich, nach einer Sanierung beim Hersteller, alle Fahrzeuge im Linienverkehr. Die Combinos fahren auf allen Linien und ersetzten die ersten Stuttgarter GT4 sowie die letzten GT5. Von 2012 bis 2020 fuhr Wagen 822 jährlich in der Adventszeit als Christkindl-Tram mit Weihnachtsmotiv auf den fünf regulären Straßenbahnlinien.

#### CF8 CityFlex

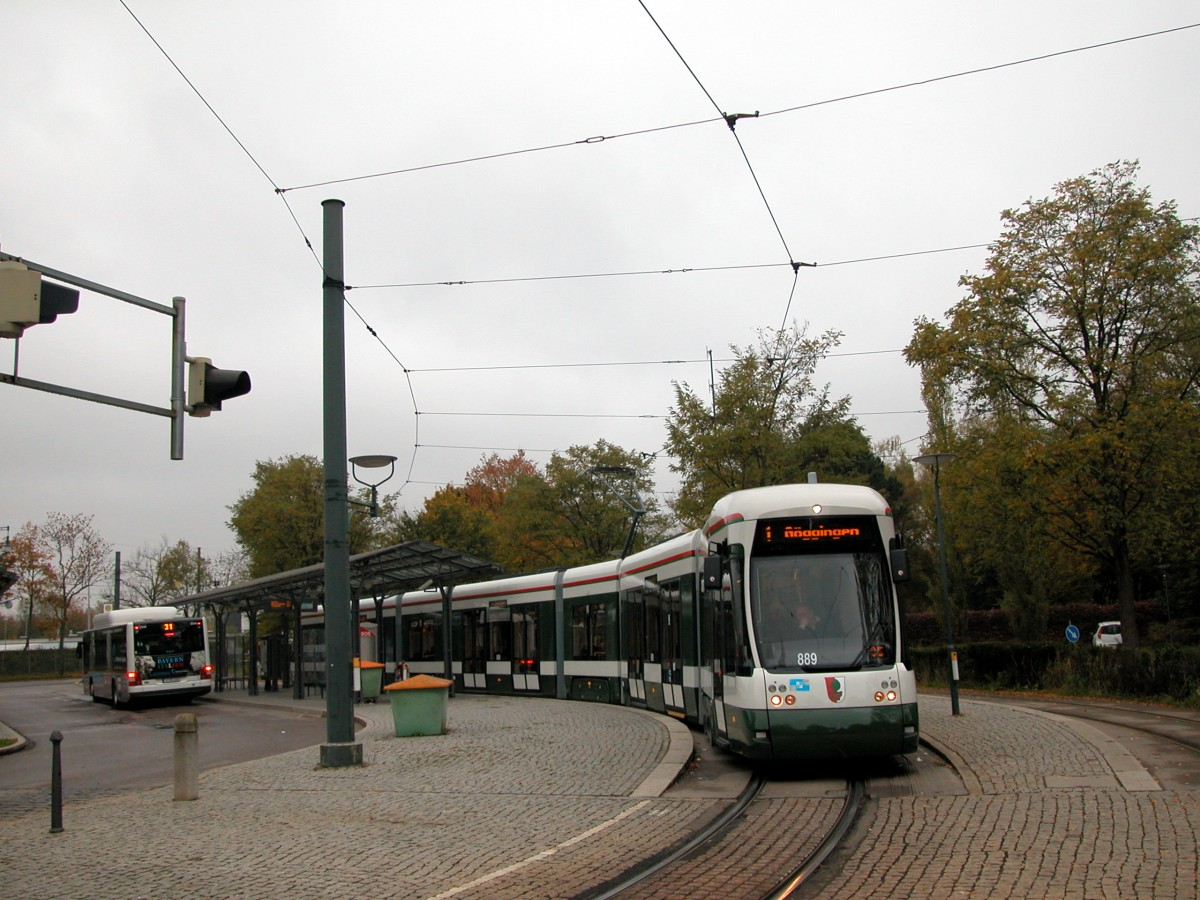
CityFlex

Der modernste Straßenbahntyp Augsburgs sind die 27 in den Jahren 2009 und 2010 gelieferten Cityrunner von Bombardier Transportation, die vor Ort als CityFlex oder CF8 bezeichnet werden. Erstmals in der Geschichte der Augsburger Straßenbahn verfügt dieser Typ durchgehend über Klimaanlagen. Bis auf drei Wagen wurde die Option auf weitere Fahrzeuge eingelöst. Nach einer von technischen Defekten geprägten Inbetriebnahmephase – unter anderem Türstörungen – befinden sich mittlerweile alle CF8 im Linienverkehr. Sie ersetzten die letzten Stuttgarter GT4, alle GT8 – wobei bis auf ein Fahrzeug wegen befürchteter Ausfälle durch Defekte alle GT8 von 2010 bis 2012 als Reserve abgestellt vorgehalten wurden – sowie einen Teil der M8C. Am 11. Juni 2012 wurde Wagen 883 bei einem Unfall mit einem Sattelschlepper so schwer beschädigt, dass drei Segmente neu gebaut werden mussten. Die CF8 verkehren auf allen Augsburger Straßenbahnlinien. Wagen 890 ist seit 2021 in der Adventszeit als Christkindltram unterwegs und verkehrt täglich wechselnd auf allen Linien.

#### Stadler Tramlink
Für das Jahr 2022 wurden 15 Straßenbahnen des Typs Tramlink von Stadler bestellt, der Auftrag wurde in Folge einer europaweiten Ausschreibung vergeben.
Aufgrund von Lieferverzögerungen traf der erste Wagen erst im August 2023 in Augsburg ein und sollte im Jahr 2024 im Betrieb gehen. Aufgrund anhaltender Probleme unter anderem mit dem Bremsverhalten der Fahrzeuge wird sich die Inbetriebnahme auf das Jahr 2025 verschieben.

### Arbeitswagen

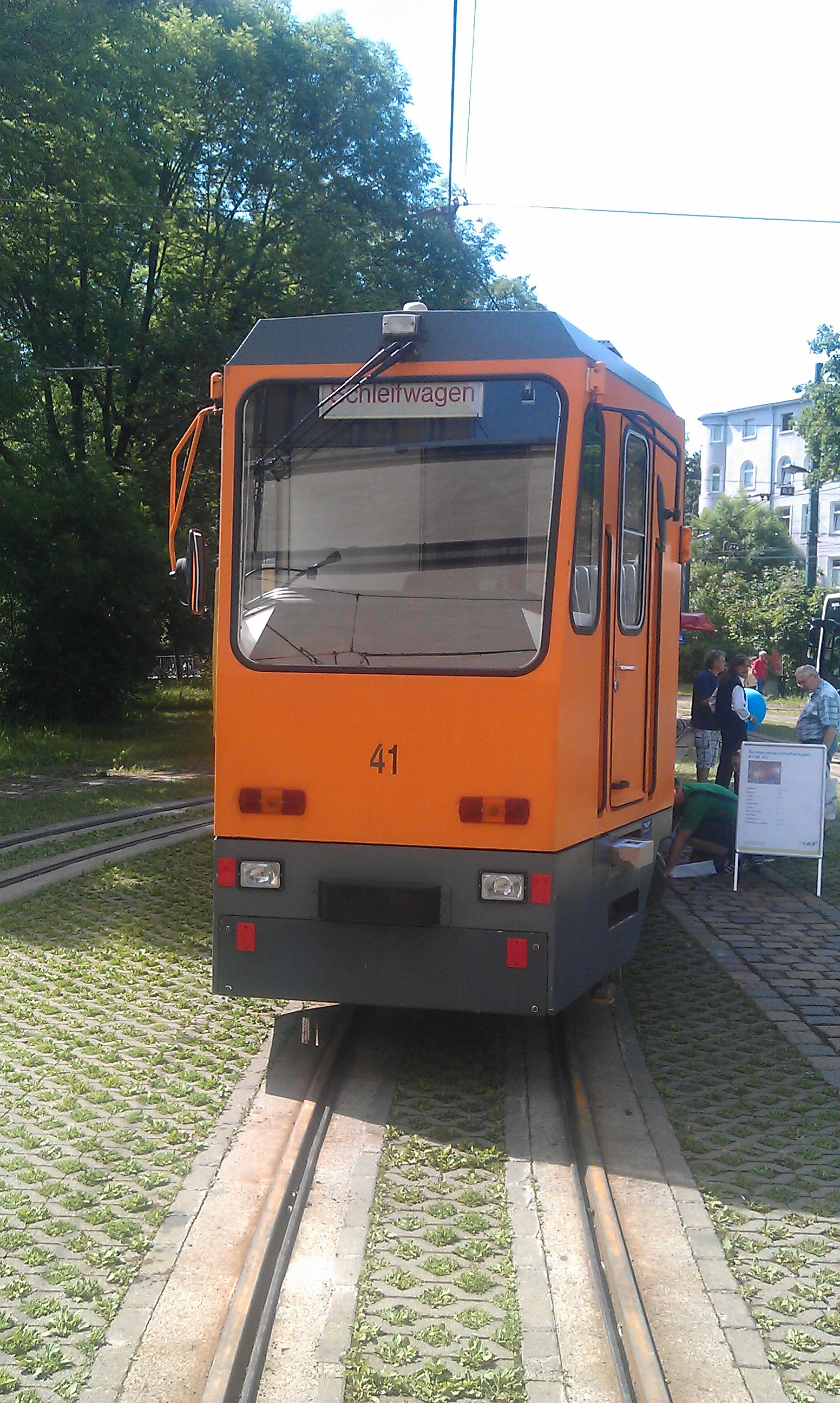
Frontansicht des Schleifwagens

Die Augsburger Straßenbahn verfügt zurzeit über einen zum Arbeitswagen umgebauten GT8 mit der Nummer 806 und einen von Windhoff gebauten Schleifwagen mit der Nummer 41.

### Ehemalige Fahrzeuge

#### Fahrzeuge von 1881 bis 1948
Von 1881 bis 1948 war eine Typenbezeichnung der einzelnen Modelle noch nicht gegeben. Man zählte dabei nur die Anzahl der Achsen. Erst die von der Waggonfabrik Fuchs hergestellten Fahrzeuge erhielten erstmals in Augsburg individuelle Typenbezeichnungen.

#### Ausländische Fahrzeuge (geliehen)
Die Augsburger Straßenbahn erhielt im Zweiten Weltkrieg im Rahmen des nationalsozialistischen „Lastenausgleichs“ für kriegszerstörte Städte aus Genua vier zweiachsige Triebwagen zugeteilt, die auf Weisung der amerikanischen Militärregierung nach dem Krieg wieder nach Genua zurückgegeben werden mussten. Nr. 192 = 1945 Kriegsverlust noch mit der Wagennummer aus Genua; Nr. 189–191 = 1949 zurück nach Genua.

#### Kriegsstraßenbahnwagen

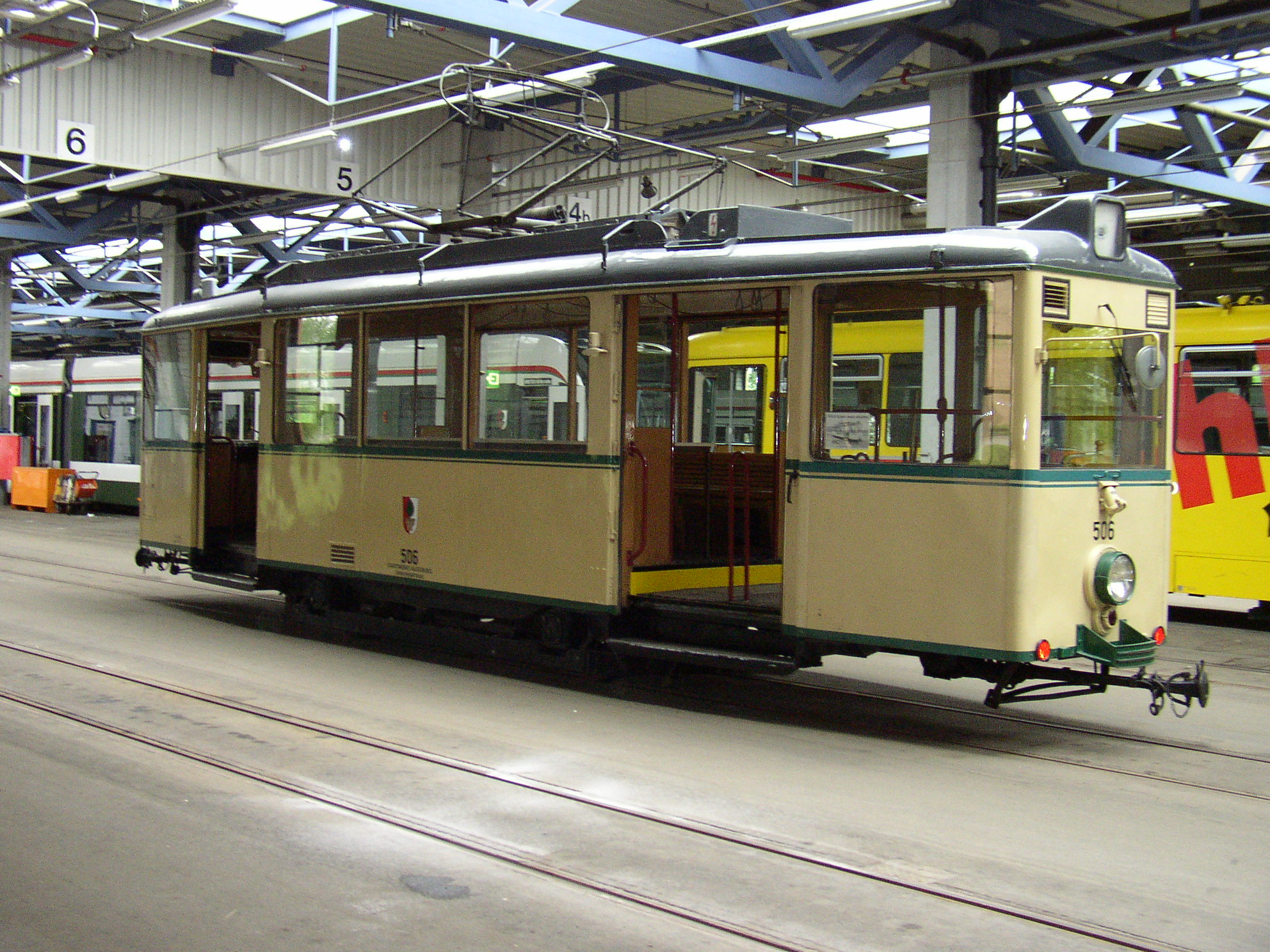
Der erhaltene Kriegsstraßenbahnwagen Nummer 506

Die zehn bereits während des Zweiten Weltkriegs bestellten sogenannten Kriegsstraßenbahnwagen, abgekürzt KSW, trafen 1948 in Augsburg ein und befanden sich bis 1976 im planmäßigen Linieneinsatz, zuletzt allerdings nur noch für Verstärkerfahrten im Schülerverkehr.
Die Wagen wurden ohne Motoren angeliefert, anschließend erhielten sie Antriebe aus den Augsburger Triebwagen der Serie 175 - 188, die damals zu Beiwagen umgebaut wurden. Da damals nicht zuletzt durch diese Maßnahme genügend Beiwagen zur Verfügung standen, wurden für die Kriegsstraßenbahnwagen keine passenden Beiwagen beschafft. Ältere Beiwagen, entstanden aus dem Umbau der ersten Triebwagenserie von 1898, wurden teilweise an die stark kriegszerstörte Straßenbahn Würzburg abgegeben.
Drei Wagen dieser Serie blieben erhalten, davon sind 501 und 503 nicht betriebsfähig während Wagen 506 einsatzbereit ist und von Frühjahr bis Herbst für Sonderfahrten zur Verfügung steht. Der Wagenkasten von 502 wurde 1983 verschrottet. Das Fahrgestell wurde für den Schneepflug Nummer 16 verwendet. Wagen 504 ging 1974 an einen Spielplatz in Landshut und wurde dort 1997 verschrottet. Wagen 505 wurde 1976 an eine Privatperson nach Herrsching am Ammersee verkauft und nach dessen Tod 1992 durch die „Freunde der Augsburger Straßenbahn e. V.“ zurückgekauft. 2004 verkaufte der Verein das Fahrzeug nach A Coruña in Spanien, von wo aus er 2008 ins ebenfalls spanische Saragossa weiterverkauft wurde. Wagen 507 wurde 2007 nach Darmstadt abgegeben. Wagen 508 stand von 1980 bis 2004 im Augsburger Zoo und wurde im selben Jahr verschrottet. Wagen 509 ging 1985 zum Hannoverschen Straßenbahn-Museum und wurde dort 1999 verschrottet, einige Teile wurden für andere Fahrzeuge verwendet. Der Wagenkasten von KSW Nummer 510 wurde 1994 an das Bergische Straßenbahnmuseum abgegeben. Das Fahrgestell wurde für den Wagen 506 verwendet und dessen bisheriges in der Wagenhalle Lechhausen eingelagert.

#### Großraumwagen (Lenkdreiachser)
Im Zuge der in den 1950er Jahren begonnenen Modernisierung und Erweiterung des Wagenparks erhielten die Verkehrsbetriebe Augsburg 1956 elf dreiachsige Großraumtriebwagen mit den Nummern 511–521 samt zugehörigen elf Großraumbeiwagen mit den Nummern 263–273. Diese Fahrzeuge wurden überwiegend in der Kombination Triebwagen und Beiwagen eingesetzt, in den Schwachlastzeiten waren die Triebwagen aber auch solo im Einsatz. Die Lenkdreiachser wurden in Anlehnung an die bereits einige Jahre zuvor in München eingeführten M/m-Züge von Rathgeber bei MAN in Nürnberg bestellt, hierbei handelte es sich um einen Lizenzbau. Die Augsburger Wagen unterschieden sich von ihren Münchner Vorbildern durch die Dachform, die verjüngten Plattformen, die Türausschnitte, die Art der Beblechung, die Schürzen, den Stromabnehmer sowie einigen weiteren Details.
Die Großraumzüge wurden zunächst ausschließlich auf der damaligen Linie 4 von Oberhausen nach Haunstetten und der Linie 14 von Oberhausen zur Schertlinstraße eingesetzt. 1964 – nach Auslieferung der ersten GT5-Serie – erweiterte sich ihr Aufgabengebiet auch auf die damalige Linie 1 von Stadtbergen nach Lechhausen. Auf der damaligen Linie 2 von Kriegshaber nach Göggingen waren sie hingegen aufgrund ihrer Einrichtungsbauweise nie unterwegs.
Im Zuge weiterer Rationalisierungsvorhaben entschlossen sich die Verkehrsbetriebe im Laufe des Jahres 1968 die vorhandenen Großraumzüge zu Gelenkwagen umzubauen, in Anlehnung an die bereits 1964 und 1968 gelieferten 20 GT5. Nach erfolgtem Umbau standen den Verkehrsbetrieben Augsburg insgesamt 42 Gelenkwagen zur Verfügung, die ab 1969 einen weitgehend typenreinen Auslauf ermöglichten.
Der Umbau erfolgte teils bei MAN, teils in den eigenen Werkstätten der Straßenbahn. Heute existiert ein nicht betriebsfähiger Großraumtriebwagen mit der Nummer 520. Hierbei handelt es sich um einen Rückbau aus dem GT5 549, der 1969 aus dem Großraum-Beiwagen 270 entstand. Dieses Fahrzeug soll wieder betriebsfähig aufbereitet werden. Der Rückbau des GT5 Nummer 548 zu einem Großraumbeiwagen scheiterte aus Kostengründen. 1999 wurde er bei der Mittenwalder Gerätebau GmbH (MGB) verschrottet.

#### GT5

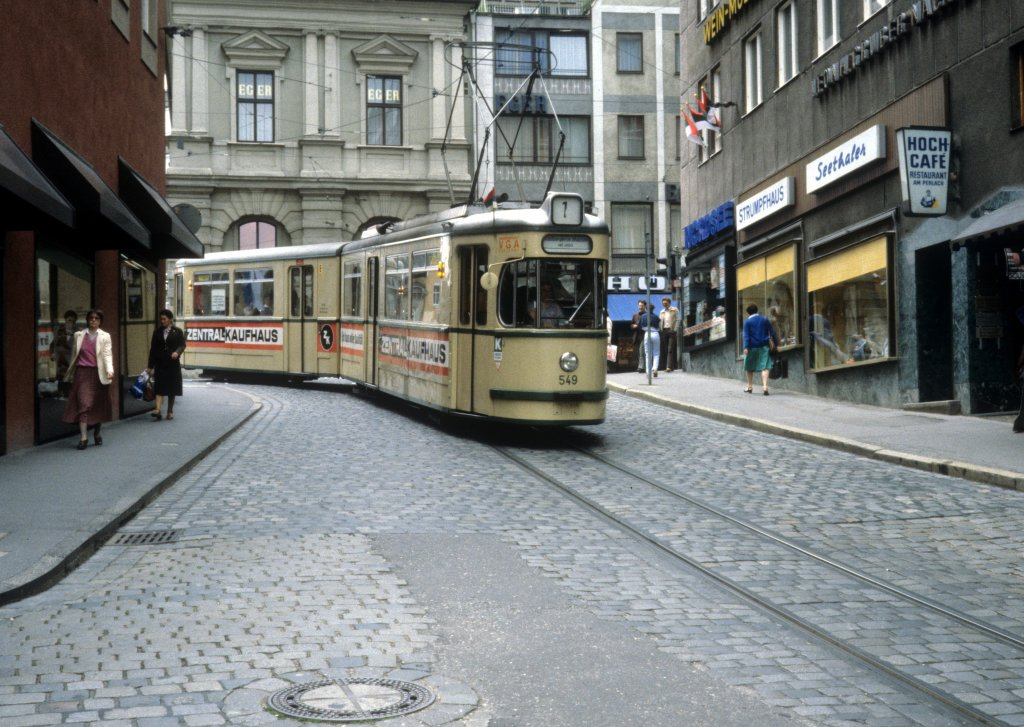
Wagen 549 im Jahr 1980

Als Weiterentwicklung der elf 1956 beschafften dreiachsigen Großraumzüge, entwickelten die Verkehrsbetriebe Augsburg – wiederum in enger Zusammenarbeit mit MAN – in Nürnberg den Typ GT5. Diese Gelenkwagen prägten zusammen mit den Großraumwagen fast 40 Jahre die Augsburger Straßenbahn. Ursächlich für die Beschaffung des GT waren in erster Linie Rationalisierungsmaßnahmen. Bezüglich der Fahrzeuglänge des GT spielte außerdem die in der damaligen Werkstatt vorhandene Schiebebühne eine Rolle, diese konnte keine langen Wagen aufnehmen. Der GT5 wurde deshalb so konzipiert, dass er am Gelenk leicht zu trennen beziehungsweise zusammenzufügen war.
Der vordere, motorisierte Teil des Gelenkwagens entsprach dabei einem Großraumtriebwagen ohne Heckplattform, der hintere Teil hingegen ein etwas verkürzter, auf einem Drehgestell ruhender unmotorisierter aber gebremster Nachläufer. Aus zuvor ergangenen Berechnungen ergab sich, dass die Motorleistung der dreiachsigen Vorgängerbaureihe dafür ausreichend war.
Es wurden zunächst 13 Wagen bestellt, welche ab 1964 in Betrieb gingen. Sie erhielten im Anschluss an die Großraumwagen die Nummern 522 bis 534 und waren von Beginn an auf den Linien 1 und 4 eingesetzt. Nachdem sich die Wagen bewährten, wurden 1968 weitere sieben Wagen mit den Nummern 535 bis 541 nachgeliefert. Mit den GT5 wurde 1964 auch die Seitenwandwerbung bei fast allen Fahrzeugtypen wieder eingeführt.
- 511 bis 521 – ehemals Großraumtriebwagen 511 bis 521 (Baujahr 1956/Umbau 1968/69)
- 522 bis 534 – als Gelenkwagen konzipiert und geliefert (Baujahr 1964)
- 535 bis 541 – als Gelenkwagen konzipiert und geliefert (Baujahr 1968)
- 542 bis 552 – ehemals Großraumbeiwagen 263 bis 273 (Baujahr 1956/Umbau 1968/69)

Ab 1972 wurden im Zuge der Einführung des schaffnerlosen Einmannbetriebs auch die GT5 angepasst. So wurden die Schaffnersitze entfernt, Entwerter, Kontakttrittstufen, Einklemmschutz, Lichtschranken und Druckknöpfe zum Öffnen der Türen von innen und außen angebracht. Ausnahme blieb die erste Türe, die nach wie vor vom Fahrer bedient und überwacht wurde. Weiterhin erhielt der Fahrer am Fahrerpult diverse Leuchtknöpfe zur Überprüfung der eingebauten Sicherheitspakete und einen kleinen Fahrscheinverkaufstisch. Zudem wurde die Bestuhlung geringfügig angepasst, der Fahrgastfluss aufgehoben und neue Hinweisbeschriftungen zur Orientierung für die Fahrgäste angebracht. Die Ansagen der Haltestellen wurden auf Tonband umgestellt.
Weitere Änderungen waren im Laufe der Jahre der Ersatz der Steckschilder durch automatische Brosebänder zur Linien- und Zielbeschriftung (etwa ab 1979/80) sowie der Einbau eines rechnergesteuerten Betriebsleitsystems. Das Farbschema änderte sich vom vormaligen beige mit grünem Zierstreifen auf weiß-smaragdgrün mit schwarzen Rammbohlen und rot-grünem Zierstreifen.
Die ersten Abstellungen betrafen die Wagen der Ursprungsbaujahre 1956 und erfolgten ab 1985. Dennoch erhielten auch Wagen des Baujahrs 1956 noch 1991 eine Hauptuntersuchung, so beispielsweise 511 und 518.
Die letzten GT5 wurden im Herbst 2001 ausgemustert und gingen 2001 an die Straßenbahn Iași in Rumänien. Dort waren sie von 2010 bis 2013 abgestellt und wurden 2013 verschrottet. Dort ist nur noch der Wagen 354 (ex Augsburg 545) nicht betriebsfähig museal erhalten geblieben. In Augsburg ist lediglich der abgestellte und nicht betriebsfähige Wagen 535 erhalten geblieben, da er von der Augsburger SPD für 1000 D-Mark der Stadtwerke Augsburg Verkehrs GmbH abgekauft und dem Verein „Freunde der Augsburger Straßenbahn e. V.“ geschenkt wurde.
Der Einsatz der GT5 beschränkte sich auf die Altbaulinien 1, 2 und 4. Aufgrund der fehlenden Zugsicherungsanlage an den GT5 Fahrzeugen für die Localbahnkreuzungen konnten die GT5 nicht auf der neuen Linie 3 zur Inninger Straße (heute Haunstetten West) fahren – Ein Sonderverkehr, sowie Verstärkerfahrten am Morgen bis zur Messeschleife war jedoch möglich – Das war auch der Grund dafür, dass die GT5 nach der Verlängerung der Linie 1 zum Neuen Ostfriedhof fortan die Linie 1 nicht mehr bis nach Lechhausen befahren werden konnte und die GT5 deshalb nicht mehr auf der Linie 1 eingesetzt wurden. Mit dem Wegfall der Wendeschleife an der Jakobskirche konnten die GT5 nur noch als Verstärker am Morgen im Abschnitt Königsplatz – Göggingen sowie im Sonderverkehr in diesem Abschnitt eingesetzt werden. Zuletzt wurden die GT5 meist ausschließlich auf der Linie 2 eingesetzt, beziehungsweise in Ausnahmefällen auch auf der Linie 4. Nach der Inbetriebnahme der Verlängerung der Linie 4 nach Augsburg Nord sind sie auf der Linie 4 im Linienverkehr ganz verschwunden und nach der Verlängerung der Linie 2 nach Augsburg West wurden die Fahrzeuge dann endgültig aus dem Linienverkehr genommen, da man wegen dieser kurzen Zeit keine neuen Linienzielanzeigen mehr einbauen wollte und ja im Jahr 2000 die ersten Combinos-Straßenbahnen geliefert wurden und im Jahr 2002 die zweite Lieferung an Fahrzeugen erfolgte. Fortan wurden die Wagen abgestellt und ein kleiner Teil war noch als Verstärker am Morgen im Einsatz. Der offizielle letzte Betriebstag war der 31. Juli 2000. Im Anschluss daran veranstalteten die Freunde der Augsburger Straßenbahn e. V. eine Abschiedsfahrt auf den für die GT5 zugelassenen Streckenabschnitten. Aufgrund von Wagenmangels wurden an Schultagen noch einige Wagen ab September 2000 bis 2001 wieder reaktiviert.

#### GT4 aus Aachen
Um auf den Verstärkerkursen im Schulverkehr die personalaufwändigen Kriegsstraßenbahnwagen und die angehängten Beiwagen ersetzen zu können, kauften die Stadtwerke Augsburg 1972 insgesamt zehn gebrauchte GT4 von der Aachener Straßenbahn und Energieversorgungs-AG, die dann 1973 angeliefert wurden. Diese Wagen des Baujahrs 1951 trugen in Aachen die Nummern 7103 bis 7113, stammten von der Waggonfabrik Talbot und waren ursprünglich zweiachsige Verbandswagen die 1958 bei der Waggonfabrik Rastatt mittels eines zweiachsigen Nachläufers zu Gelenktriebwagen erweitert wurden. Infolge der Einstellung der Straßenbahn Aachen waren sie an ihrem ursprünglichen Einsatzort überflüssig geworden. In Augsburg erhielten sie die Betriebsnummern 401 bis 410. Dieser Typ verkehrte in Augsburg nie im regulären Linienverkehr, sondern wurde lediglich als E-Wagen für den Berufsverkehr und für den Schülerverkehr in den Hauptverkehrszeiten eingesetzt.
Die Aachener Wagen erwiesen sich als ungeeignet für die Anforderungen an ihrem neuen Einsatzort. Einer der Gründe hierfür lag darin, dass die Kurbelrichtung des Fahrschalters genau entgegengesetzt zu den Augsburger Fahrzeugen lag. Wagen 409 (ehemals 7103) hatte deshalb 1974 einen schweren Verkehrsunfall – der Fahrer drehte in einer Gefahrensituation die Kurbel in die falsche Richtung und beschleunigte deshalb, statt zu bremsen. Nachdem Wagen 405 infolge eines Achsbruchs und Wagen 409 nach dem Unfall 1974 im Jahr 1976 verschrottet wurden, musterte man noch im gleichen Jahr, nach Anlieferung aller zwölf GT8, die als Ersatz für die Aachener GT4 dienten, jedoch auch im regulären Linienverkehr eingesetzt wurden, auch die restlichen acht GT4 aus. Von den noch acht verbliebenen Wagen wurden bis auf die beiden Wagen 403 und 410 die Aachener Wagen 1977 verschrottet. Wagen 410 folgte 1978. Somit verblieb lediglich Wagen 403 als zurzeit nicht betriebsfähiges Museumsfahrzeug. Bemühungen seitens der ASEAG diesen Wagen zurückzukaufen sind aufgrund des Vereins „Freunde der Augsburger Straßenbahn e. V.“ gescheitert. Die Stadtwerke Augsburg Verkehrsbetriebe waren sich mit der ASEAG schon einig über den Rückkauf gewesen. Eine betriebsfähige Aufarbeitung ist geplant.

#### GT8

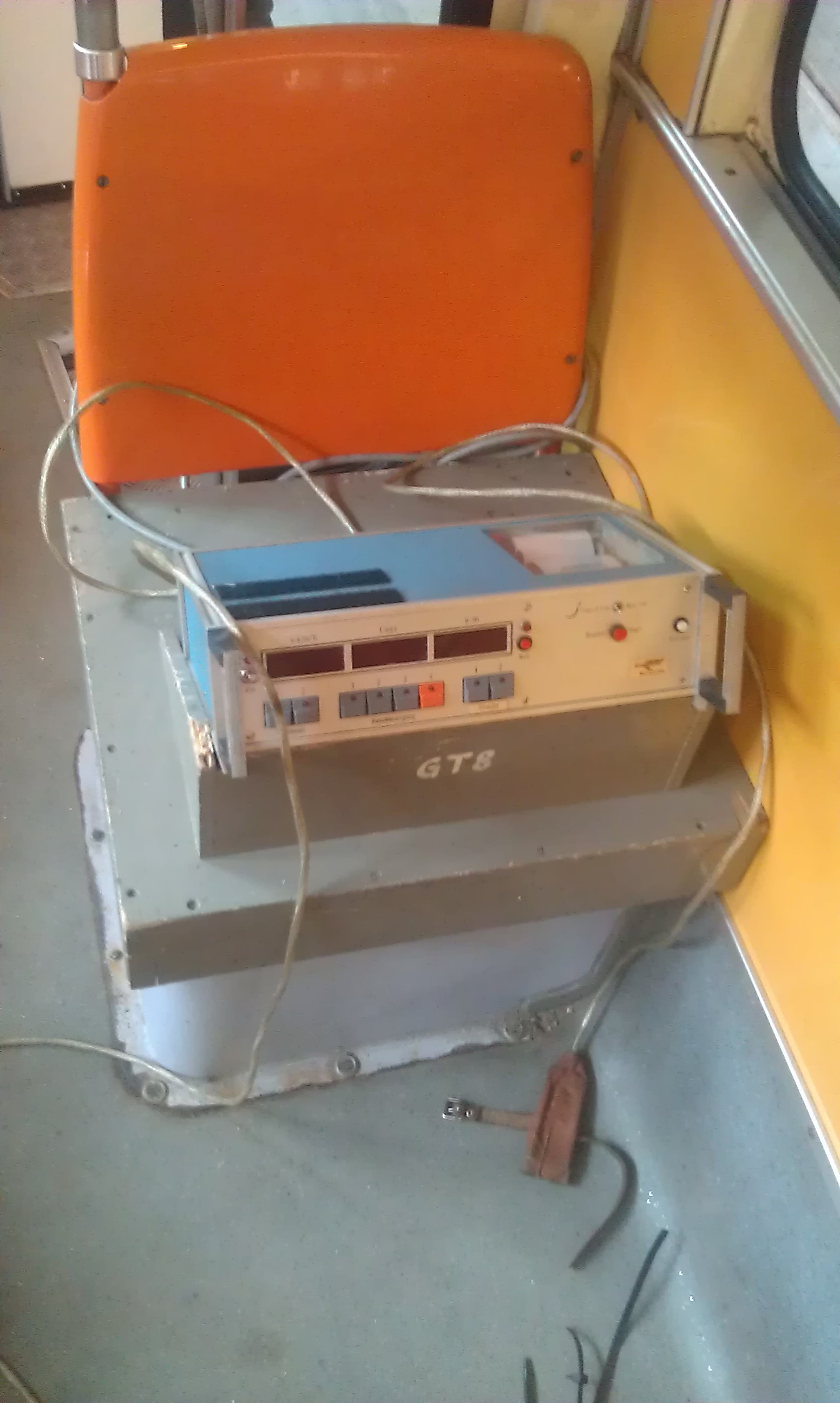
Blick auf Einzelsitz des Arbeitswagens 806 mit Messgerät

Die zwölf dreiteiligen und achtachsigen Doppelgelenktriebwagen des Typs Mannheim waren Duewag-Lizenzbauten. Die Serie wurde 1976 durch die Stadt Augsburg gekauft und anschließend an die damaligen Stadtwerke Augsburg Verkehrsbetriebe verschenkt, um die vollständige Stilllegung der Straßenbahn zu verhindern.
2009 wurde als erstes Wagen 805 ausgemustert, im Herbst 2010 folgten die elf restlichen Fahrzeuge. Wagen 805 ging 2009 zusammen mit den modernisierten GT4 an die rumänische Stadt Iași. Im April 2012 folgten neun weitere dorthin. Lediglich die Wagen 806 und 807 verblieben in Augsburg. Ersterer dient auch als Arbeitswagen – wird aber meist als Museumsfahrzeug für Miet-Sonderfahrten eingesetzt, letzterer ist betriebsfähiges Museumsfahrzeug. Die GT8 verkehrten auf den Linien 1, 2, 3 und 4.

#### GT4 aus Stuttgart

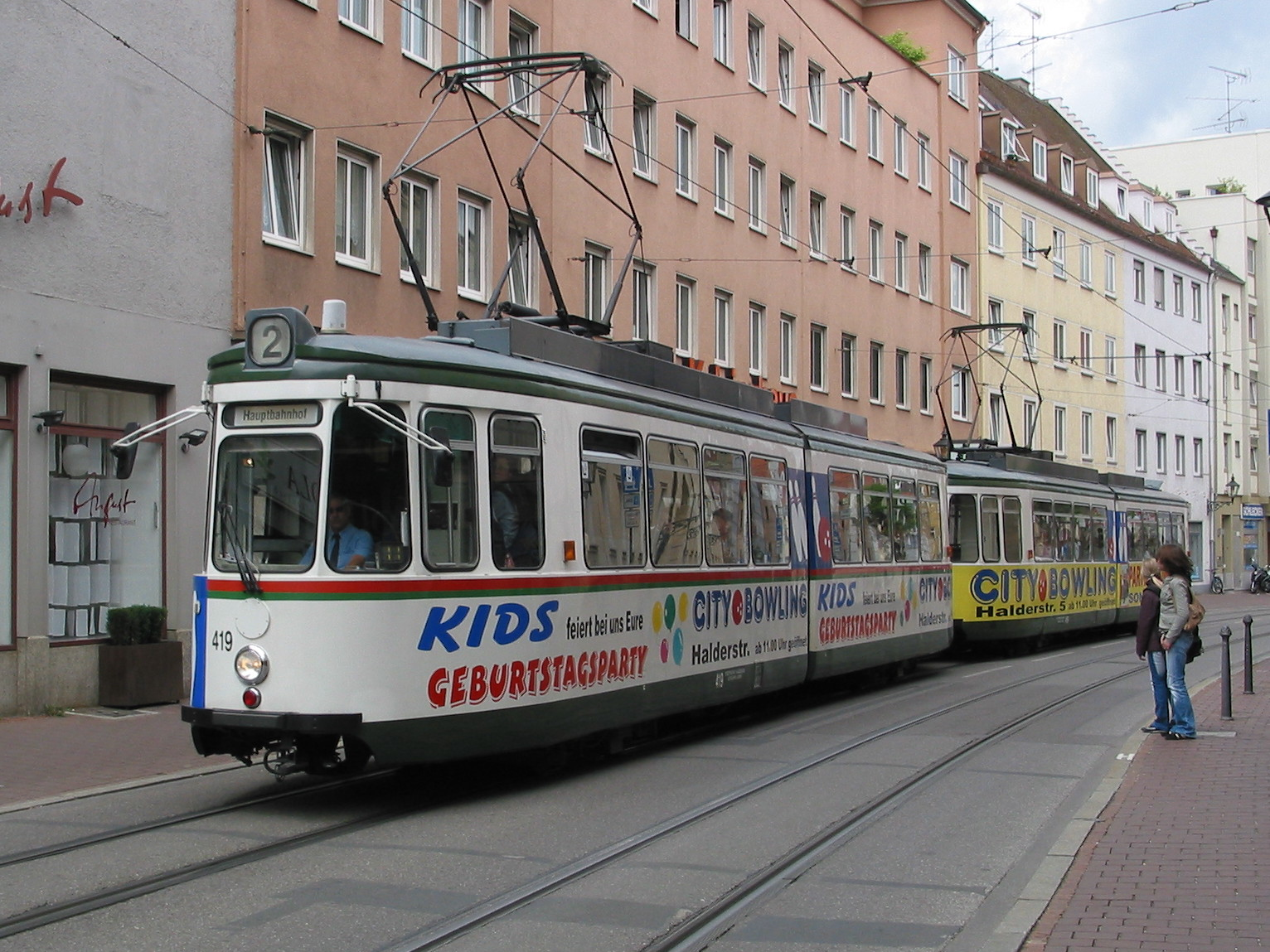
GT4 Nummer 419

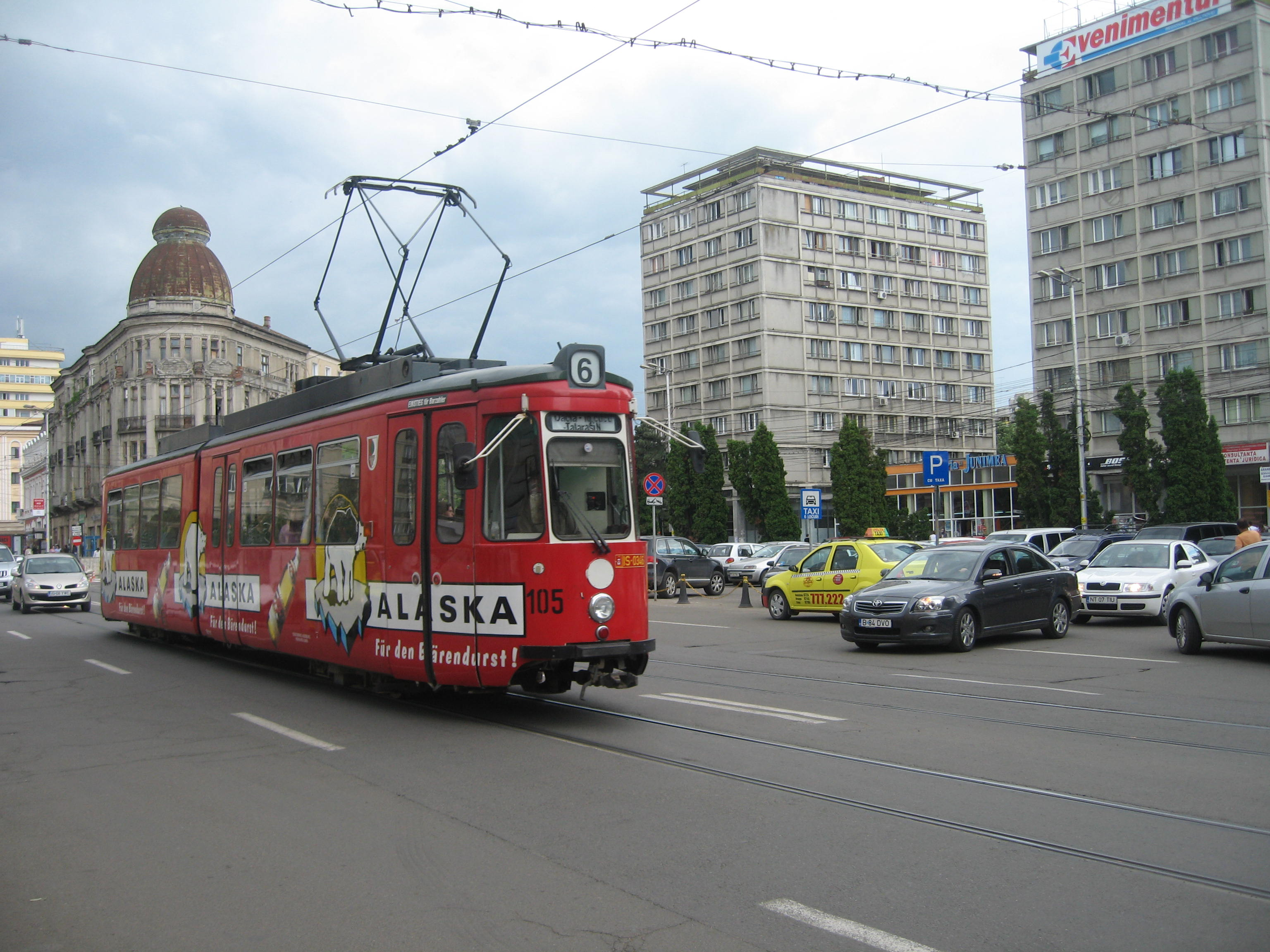
Ein ehemals Augsburger GT4 in Iași

Die Kurzgelenktriebwagen des Typs GT4 kamen zwischen 1991 und 1996 gebraucht von den Stuttgarter Straßenbahnen (SSB) nach Augsburg, da sie dort aufgrund der Umstellung auf normalspurigen Stadtbahnbetrieb überflüssig wurden. Sie ersetzten einerseits einen Teil der GT5, andererseits wurden sie benötigt, um ausreichend Fahrzeuge für die damals neue Linie 3 zu besitzen. Insgesamt erhielt Augsburg 43 GT4, davon wurden 40 für den weiteren Einsatz modernisiert. Drei verblieben im Stuttgarter Originalzustand und dienten als Ersatzteilspender. Zehn führende und zehn geführte Triebwagen – sogenannte Beitriebwagen – wurden durch die Mittenwalder Gerätebau GmbH (MGB) vollständig modernisiert. Sie trugen die Nummern 411 bis 420 beziehungsweise 461 bis 470. Die restlichen zehn führenden und zehn Beitriebwagen wurden hingegen in den eigenen Werkstätten teilmodernisiert, sie wurden unter den Nummern 401 bis 410 beziehungsweise 451 bis 460 geführt.
Die GT4 verkehrten in Augsburg fast ausschließlich in Doppeltraktionen aus einem Trieb- und einem Beitriebwagen. Hierbei waren die modernisierten beziehungsweise teilmodernisierten Züge meist artrein gekuppelt, Abweichungen gab es nur anlässlich von Defekten oder Unfällen, wobei es nie dazu kam, dass nicht modernisierte und modernisierte Fahrzeuge zusammengekuppelt wurden. Ebenso als ein Teil der Beitriebwagen ausfiel und einige führende Triebwagen solo auf der damals noch nicht verlängerten Linie 2 zum Einsatz kamen. Auf ihr konnten damals keine GT4-Züge verkehren, da diese zu lang für die als Wendedreieck genutzte Wagenhalle Kriegshaber waren.
Vier teilmodernisierte Züge, sowie einen modernisierten Triebwagen (413) gab die Augsburger Verkehrsgesellschaft 2004 nach Iași ab. 2009 folgten sechs modernisierte Trieb- und sieben modernisierte Beitriebwagen. Dort werden sie bis heute eingesetzt. Die Garnitur 411/461 verblieb als Museumszug in Augsburg (derzeit ist jedoch nur 411 betriebsfähig). Der Rest wurde in Augsburg verschrottet (2003 die teilmodernisierten Fahrzeuge und unfallbedingt 2004 und 2009 zwei modernisierte Triebwagen, sowie 2008 ein modernisierter Beitriebwagen). Die GT4 wurden zunächst auf den Linien 1, 3, 4, sowie auf der damaligen Messelinie E 3 (heute Messelinie 9) eingesetzt. Später dann auch auf der Linie 2. Zuletzt verkehrten die GT4 jedoch wegen des Perlachberg-Problems nicht mehr auf der Linie 1 und auch nicht mehr auf der Messelinie.

### Museumswagen
Der Museumsbestand der Augsburger Straßenbahn besteht aus 17 Triebwagen, darunter drei Arbeitswagen, zwei ehemalige Stuttgarter GT4 (darunter ein führender und ein geführter, beide modernisiert) sowie einem Beiwagen. Aktuell sind davon aber nur der KSW Nummer 506 und der GT8 Nummer 807 betriebsfähig und können für Sonderfahrten gemietet werden. In Einzelfällen wird auch der zum Arbeitswagen umgebaute GT8 Nummer 806 hierfür eingesetzt.
Im Herbst 2010 entschieden die Stadtwerke, von jedem noch vorhandenen Typ mindestens ein Exemplar vor Ort museal zu erhalten. Dank dem Engagement der „Freunde der Augsburger Straßenbahn e. V.“ blieb von jedem Nachkriegstyp mindestens ein Fahrzeug erhalten. Aus der Vorkriegszeit blieben hingegen nur einige Arbeitswagen erhalten, die teilweise wieder in ihren ursprünglichen Zustand versetzt wurden. Von den Beiwagen ist nur noch Wagen 224 vorhanden, er überlebte als Sozialraum. Eine Wiederzulassung für den Museumsbetrieb wird angestrebt.

## Liste

### Normalspur

#### Pferdebahnwagen

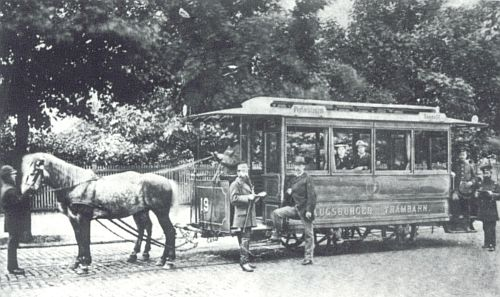
Pferdebahnwagen Nummer 19

| Hersteller | Achsen | Baujahr | Stück | Nummern                            | Bemerkungen |
| ---------- | ------ | ------- | ----- | ---------------------------------- | --- |
| ?          | 2      | 1881    | 30    | überliefert: 19                    | geschlossene Wagen, 1897–1889 Umbau auf Meterspur                                                                                     |
| ?          | 2      | 1881    | 30    | überliefert: 30, 31, 35, 38 und 41 | darunter mindestens zwölf Sommerwagen, 1897–1889 Umbau auf Meterspur, ab 1901 Umbau zu Beiwagen 61–72 für die elektrische Straßenbahn |
| ?          | 2      | 1891    | 4     | unbekannt                          | 1897–1989 Umbau auf Meterspur; ab 1908 Umbau zu Beiwagen 73–76 für die elektrische Straßenbahn                                        |

#### Dampfstraßenbahnlokomotiven
| Hersteller | Achsen | Baujahr | Stück | Nummern | Bemerkungen |
| ---------- | ------ | ------- | ----- | ------- | --- |
| Krauss     | 2      | ?       | 3     | keine   | Straßenbahnlokomotive, eingesetzt im Probebetrieb mit angehängten Pferdebahnwagen auf dem Streckenast nach Göggingen in den Jahren 1886 und 1887 |

### Meterspur

#### Vorübergehend eingesetzte Fahrzeuge
| Typ                              | Hersteller                       | Achsen | Baujahr | Stück | Nummern                   | heutige Anzahl | betriebsfähig | Umbauten | Abstellung/ Ausmusterung | Verbleib | Bemerkungen |
| -------------------------------- | -------------------------------- | ------ | ------- | ----- | ------------------------- | -------------- | ------------- | -------- | ------------------------ | --- | --- |
| T 2                              | unbekannt                        | 2      | 1920    | 4     | 189–192                   | 0              | 0             | keiner   | 1949                     | Nr. 192 = 1945 Kriegsverlust noch mit Genua Wagennummer; Nr. 189–191 = 1949 zurück nach Genua                  | Die Triebwagen mussten nach dem Ende des NS-Regimes wieder nach Genua zurückgegeben werden, da Augsburg nicht der rechtmäßige Eigentümer dieser Fahrzeuge war. |
| M8C                              | DUEWAG                           | 8      | 1979    | 1     | 1114                      | 0              | 0             | keiner   | Mai 1980                 | Mai 1980 zurück an die EVAG                                                                                    | Dieser Wagen wurde von der EVAG für Probefahrten, ca. 1 Monat ausgeliehen, um zu testen, ob die M8C-Wagen für Augsburg geeignet sind. Zu diesem Zeitpunkt war dieser Wagen noch ohne Kupplung für Traktionsmöglichkeit. Augsburg bestellte daraufhin für sich 12 Wagen dieses Typs, ohne Kupplung, für Traktionsmöglichkeit, mit Tür im Mittelteil des, bzw. der Wagen.                                                                                                  |
| VBZ Be 5/6 „Cobra-Tram“ Prototyp | Bombardier Transportation Alstom | 6      | 1995    | 1     | unbekannt                 | 0              | 0             | keiner   | 1998                     | unbekannt | Diese Tram war 1998 zu Testzwecken in Augsburg. Die Kaufentscheidung fiel gegen die VBZ Be 5/6 „Cobra-Tram“, zugunsten des Combinos. |
| Combino Prototyp                 | Siemens                          | 5      | 1995    | 1     | keine (seit 2001 Nr. 400) | 0              | 0             | keiner   | Oktober 1998             | Oktober 1998 zurück an Hersteller Siemens. Seit 2001 in Bestand und Eigentum der Verkehrsbetrieb Potsdam GmbH. | 25. September bis 12. Oktober 1998 Testfahrten. Zunächst ohne Fahrgäste. Zum Schluss durften dann auch die Augsburger Bürger den Combino testen. |
| RNV6                             | Bombardier                       | 6      | 2010    | 1     | 4149                      | 1              | 1             | keiner   |                          | | Ein Zweistromsystem- und Zweirichtungswagen von Bombardier, vom Typ Variobahn, mit der Wagennummer 4149 (seit Februar 2014 Nummer 4349 Fahrschulwagen; 2010–2013 Eigentum der Fa. Bombardier) der Rhein-Neckar-Verkehr GmbH (rnv) wurde extra von Bombardier zu Testzwecken von der rnv angemietet, um den oberleitungsfreien Trambetrieb in Augsburg mit ihrem Fahrzeug zu testen. In Augsburg war das Fahrzeug auf der extra dafür umgebauten Messeschleife unterwegs. |

#### Dauerhaft eingesetzte Fahrzeuge
| Typ                                                              | Hersteller                | Achsen | Baujahr                   | Stück                                                                    | Nummern                                                                            | heutige Anzahl                                                        | betriebsfähig | Umbauten | Abstellung/Ausmusterung | Verbleib | Bemerkungen |
| ---------------------------------------------------------------- | ------------------------- | ------ | ------------------------- | ------------------------------------------------------------------------ | ---------------------------------------------------------------------------------- | --------------------------------------------------------------------- | ------------- | --- | --- | --- | --- |
| T 2                                                              | MAN                       | 2      | 1898                      | 40                                                                       | 1–40                                                                               | 1                                                                     | Nein          | | | | |
| T 2                                                              | MAN                       | 2      | 1909, 1910 und 1911       | 18                                                                       | 41–58                                                                              | 0                                                                     | 0             | | | | |
| T 4                                                              | MAN                       | 4      | 1913, 1915 und 1920       | 46                                                                       | 101–126 und 137–156                                                                | 1                                                                     | Nein          | TW 101 von 1956 bis 1978 ATW Fahrleitungsbeobachtungswagen | | | |
| T 2                                                              | MAN                       | 2      | 1918                      | 10                                                                       | 127–136                                                                            | 0                                                                     | 0             | | | | |
| T 4                                                              | MAN                       | 2      | 1926 und 1928             | 18                                                                       | 157–174                                                                            | 1                                                                     | Nein          | | | | |
| T 2                                                              | MAN                       | 2      | 1936, 1938 und 1940       | 14                                                                       | 175–188                                                                            | 1                                                                     | Nein          | | | | |
| GT4                                                              | Talbot/Rastatt            | 4      | 1951                      | 10                                                                       | 401–410                                                                            | 1                                                                     | Nein          | 1958 Umbau zum Gelenkwagen | 1976, 1977 und 1978 | Bis auf Wagen Nr. 403 alle verschrottet. | Ex Straßenbahn Aachen; Wagennummer 403 ist als historisches Museumsfahrzeug noch vorhanden.                                  |
| KSW                                                              | Fuchs                     | 2      | 1948                      | 10                                                                       | 501–510                                                                            | 3                                                                     | 1             | 1958 Umbau auf Längssitze, Scherengitterbügel, Linienschild auf dem Dach | | | |
| T 3, bzw. M 3 Lenkdreiachser (ähnlich wie Baureihe M in München) | MAN                       | 3      | 1956                      | 11                                                                       | 511–521                                                                            | 1 (Rückbau aus GT5)                                                   | Nein          | 1968 und 1969 Umbau zur GT5 | siehe GT5 | siehe GT5 | siehe GT5 |
| GT5                                                              | MAN                       | 5      | 1956, 1968 und 1969       | 42                                                                       | 511–552                                                                            | 1                                                                     | Nein          | Teilweise Umbau aus T3 und B3, teilweise Neubau; Außen fast überall neue Türöffnungsknöpfe; Innen neue Heizung und Technik modernisiert. Teilweise experimenteller Funk, mit Telefonhörer.                                                                                        | Letzte Abstellung und Ausmusterung 2001                                                                                                 | Teilweise verschrottet, teilweise nach Iași in Rumänien verkauft. Dort wurden die restlichen noch verbliebenen Fahrzeuge 2013 verschrottet und es konnte nur der Wagen 354 (ex Augsburg 545) gerettet werden und ist seither dort museal erhalten. | Wagennummer 535 ist als historisches Museumsfahrzeug noch vorhanden.                                                         |
| GT4                                                              | Maschinenfabrik Esslingen | 4      | 1959, 1960, 1962 und 1963 | 43 (20 Triebwagen und 20 geführte Triebwagen, sowie 3 Ersatzteilspender) | 401–410, 451–460, 411–420, 461–470, Ersatzteilspender SSB 405, SSB 437 und SSB 498 | 2, die Garnitur Nr. 411/461 (1 Triebwagen und 1 geführter Triebwagen) | Nein          | 401–410 und 451–460 = 1992–1994 in den Stadtwerke Augsburg Werkstätten nach und nach geringfügig modernisiert. 411–420 und 461–470 = 1996 bei der Firma MGB in Mittenwalde komplett modernisiert. Alle Wagen bekamen außen neue Türöffnungsknöpfe und innen Haltestellenanzeigen. | Teilweise modernisiert: Nr. 404 = 2001, Rest 2003, bzw. 2004; Komplett modernisiert: 413, 414 und 468 = 2004; Nr. 464 = 2007, Rest 2009 | Teilweise verschrottet, teilweise nach Iași in Rumänien verkauft. Dort teilweise heute noch vorhanden. | Ex Stuttgarter Straßenbahnen; Die Garnitur, mit der Wagennummer 411/461 ist als historisches Museumsfahrzeug noch vorhanden. |
| GT8                                                              | MAN; DUEWAG               | 8      | 1976                      | 12                                                                       | 801–812                                                                            | 2                                                                     | 2             | Außen: Neue Linien- und Zielanzeigen und neue Türöffnungsknöpfe; Innen: Einbau von Haltestellenanzeigen | Wagen 805 = 2009; Rest 2010 | Bis auf Wagen 806 und 807 alle in Iași. | 806 Arbeitswagen, 807 für Sonderfahrten.                                                                                     |
| M8C                                                              | MAN; DUEWAG               | 8      | 10 1985 und 2 1986        | 12                                                                       | 8001–8012                                                                          | 7                                                                     | 7             | Außen: Neue Linien- und Zielanzeigen (ein Wagen erneuter Umbau auf LED Matrixanzeigen) und neue Türöffnungsknöpfe; Innen: Einbau von Haltestellenanzeigen, neue Sitze und vereinzelt Klappsitze entfernt.                                                                         | 8010 und 8011 = 2010; 8001, 8003 und 8012 = 2012                                                                                        | 8001 und 8011 nach Darmstadt; 8003, 8010 und 8012 nach Elbląg in Polen | 7 Fahrzeuge bleiben in Augsburg für Baustellen, als Reserve und für Verstärkungsfahrten vorerst vorhanden.                   |
| GT6M                                                             | MAN/AEG                   | 6      | 1993                      | 1                                                                        | 601 I                                                                              | 0                                                                     | 0             | keine | 1995 | 1995 nach Unfall ausgemustert und an den Hersteller nach Nürnberg zurückgegeben wurde. 2001 kam das Fahrzeug zu Siemens nach Krefeld. Der weitere Verbleib des Fahrzeugs ist unbekannt.                                                            | Prototyp |

#### Beiwagen
| Typ                                                    | Hersteller            | Achsen | Baujahr                   | Stück | Nummern         | heutige Anzahl | betriebsfähig | Umbauten                | Abstellung/Ausmusterung | Verbleib                                 | Bemerkungen                                                                                               |
| ------------------------------------------------------ | --------------------- | ------ | ------------------------- | ----- | --------------- | -------------- | ------------- | ----------------------- | ----------------------- | ---------------------------------------- | --- |
| B 2                                                    | unbekannt             | 2      | 1901 und 1908             | 16    | 61–76           | 0              | 0             |                         |                         |                                          | |
| B 2                                                    | MAN                   | 2      | 1911                      | 9     | 77–85           | 0              | 0             |                         |                         |                                          | |
| B 2                                                    | Waggonfabrik Hannover | 2      | 1917                      | 5     | 86–90           | 0              | 0             |                         |                         | Alle verschrottet                        | Ursprünglich für Konstantinopel bestimmt. In den Kriegswirren des Ersten Weltkriegs in Augsburg gelandet. |
| B 2                                                    | MAN                   | 2      | 1917                      | 1     | 91              | 0              | 0             |                         |                         |                                          | |
| B 2                                                    | MAN                   | 2      | 1950                      | 2     | 128–129         | 0              | 0             |                         |                         |                                          | |
| B 2                                                    | MAN                   | 2      | 1912, 1950                | 6     | 130–134 und 136 | 0              | 0             | 1950 Umbau zum Beiwagen |                         |                                          | 1946/47 ex T 2 Landshut Nr. 1 – 6                                                                         |
| B 2                                                    | MAN                   | 2      | 1920 und 1928             | 20    | 201–220         | 0              | 0             |                         |                         |                                          | |
| B 2                                                    | MAN                   | 2      | 1936, 1938, 1940 und 1941 | 24    | 221–244         | 1              | Nein          |                         |                         | Alle bis auf Wagen Nr. 224 verschrottet. | Wagen Nr. 224 ist als Museumswagen erhalten.                                                              |
| B 2                                                    | Rathgeber             | 2      | 1947 und 1948             | 18    | 245–262         | 0              | 0             |                         |                         |                                          | |
| B 3 Lenkdreiachser (ähnlich wie Baureihe m in München) | MAN                   | 3      | 1956                      | 11    | 263–273         | 0              | 0             | 1969 Umbau zu GT5       | siehe GT5               | siehe GT5                                | siehe GT5; Nur Beiwagen für T 3, bzw. M 3.                                                                |

#### Arbeitswagen
| Typ   | Hersteller                                   | Achsen | Baujahr                | Stück | Nummern               | heutige Anzahl | betriebsfähig | Umbauten                                                                                   | Abstellung/Ausmusterung                                    | Verbleib | Bemerkungen                                                                                              |
| ----- | -------------------------------------------- | ------ | ---------------------- | ----- | --------------------- | -------------- | ------------- | ------------------------------------------------------------------------------------------ | ---------------------------------------------------------- | --- | --- |
| ATW 2 | MAN                                          | 2      | 1898                   | 1     | 1                     | 0              | 0             | keine                                                                                      | 1911/1912                                                  | 1912 verschrottet | Schneepflug                                                                                              |
| ATW 2 | MAN                                          | 2      | 1898, 1912             | 4     | 11, 12, 14 und 15     | 1              | 0             | 1930 ATW Nr. 14 und 15 neuer Aufbau                                                        | ATW Nr. 11 = 1930; ATW Nr. 12 = 1976; ATW 14 und 15 = 1989 | ATW Nr. 11 = 1930 verschrottet; ATW Nr. 12 = 1976 verkauft; ATW Nr. 14 = Wagenkasten 2012 verschrottet; Fahrgestell 2012 verkauft; ATW Nr. 15 = historischer Schneepflug | Schneepflug                                                                                              |
| ATW 2 | Eigenbau/Rastatt; Fahrgestell vom KSW TW 502 | 2      | 1983                   | 1     | 16                    | 1              | Nein          | keiner                                                                                     | 2003                                                       | historischer Schneepflug | Schneepflug; Nach seiner Ausmusterung 2003 und 2004, für wenige Tage Rangierwagen für die GT4-Verladung. |
| ATW 2 | MAN                                          | 2      | 1898, 1925, 1946       | 1     | 20                    | 0              | 0             | 1925 Umbau zum Schienenreinigungswagen aus TW 20; 1945 Kriegsverlust; 1946 Wiederaufbau;   | 1960/1963                                                  | 1963 verschrottet | Schienenreinigungswagen                                                                                  |
| ATW 2 | MAN                                          | 2      | 1911, 1930             | 1     | 21                    | 0              | 0             | 1930 Umbau zum Schweißwagen mit Fahrgestell von TW 50                                      | 1979                                                       | 1979 verschrottet | Schweißwagen; 1979 von einem LKW abgelöst, bzw. 1979 durch einen LKW ersetzt.                            |
| ATW 2 | Schörling                                    | 2      | 1952                   | 1     | 22                    | 1              | Nein          | keiner                                                                                     | 1996                                                       | historischer Schleifwagen | Schleifwagen                                                                                             |
| ATW 2 | MAN                                          | 2      | 1909                   | 1     | 41                    | 0              | 0             |                                                                                            |                                                            | | Schienenschleifwagen                                                                                     |
| ATW 2 | MAN                                          | 2      | 1909, 1910 und 1911    | 5     | 42, 46, 48, 49 und 50 | 0              | 0             |                                                                                            |                                                            | | Arbeitswagen                                                                                             |
| ATW 2 | MAN                                          | 2      | 1910                   | 1     | 44                    | 0              | 0             |                                                                                            |                                                            | | Gütertransportwagen                                                                                      |
| ATW 2 | MAN                                          | 2      | 1910                   | 1     | 45                    | 0              | 0             |                                                                                            |                                                            | | Fahrschulwagen                                                                                           |
| ATW 2 | MAN                                          | 2      | 1911                   | 2     | 53 und 56             | 0              | 0             |                                                                                            |                                                            | | Hilfsschneepflug                                                                                         |
| ATW 2 | MAN                                          | 2      | 1911, 1936, 1944, 1945 | 4     | 54                    | 0              | 0             | ca. 1936 Umbau zu Schneepflug ex TW 54; 1944 Güter TW ex TW 54; 1945 Gleisbau Schweißwagen | 1961                                                       | 1961 verschrottet | Zuletzt Schweißwagen                                                                                     |
| ATW 2 | MAN                                          | 2      | 1911                   | 1     | 57                    | 0              | 0             |                                                                                            |                                                            | | Gütertransportwagen                                                                                      |
| ATW 4 | MAN                                          | 4      | 1913                   | 1     | 101                   | 1              | Nein          | 1956–1978 Fahrleitungsbeobachtungswagen, dann wieder Rückbau auf T 4                       |                                                            | | |
| ATW 4 | MAN                                          | 4      | 1915                   | 1     | 119                   | 0              | 0             |                                                                                            |                                                            | | Gleisbauwagen                                                                                            |
| ATW 4 | MAN                                          | 4      | 1918                   | 1     | 135                   | 0              | 0             |                                                                                            |                                                            | | Fahrschulwagen                                                                                           |
| ATW 4 | MAN                                          | 4      | 1920 und 1926          | 2     | 156 und 157           | 0              | 0             |                                                                                            |                                                            | | Arbeitswagen                                                                                             |
| ATW 2 | MAN                                          | 2      | 1940                   | 1     | 185                   | 0              | 0             |                                                                                            |                                                            | | Arbeitswagen                                                                                             |

#### Reklamewagen
| Typ | Hersteller | Achsen | Baujahr       | Stück | Nummern               | heutige Anzahl | betriebsfähig | Umbauten | Abstellung/Ausmusterung                                                                                   | Verbleib          | Bemerkungen |
| --- | ---------- | ------ | ------------- | ----- | --------------------- | -------------- | ------------- | -------- | --- | ----------------- | ----------- |
| T 2 | MAN        | 2      | 1909 und 1911 | 5     | 43, 47, 52, 57 und 58 | 0              | 0             |          | Nr. 57 = 1956 verkauft                                                                                    |                   |             |
| T 4 | MAN        | 4      | 1915          | 1     | 120                   | 0              | 0             |          | 1966, oder 1967 privat nach München verkauft; 1968 weiterverkauft an Straßenbahnmuseum Hannover/Wehmingen | 1994 verschrottet |             |